# BR-153
A BR-153, oficialmente denominada Rodovia Presidente João Goulart , também conhecida pelos nomes de Rodovia Transbrasiliana e de Rodovia Belém-Brasília, é a sétima maior rodovia do Brasil, ligando a cidade de Marabá (PA) ao município de Aceguá (RS), totalizando 3255,9 quilômetros de extensão. Ao longo de todo o seu percurso, a BR-153 passa pelos estados do Pará, Tocantins, Goiás, Minas Gerais, São Paulo, Paraná, Santa Catarina e Rio Grande do Sul, terminando na Fronteira Brasil–Uruguai. Entre os municípios de Marabá e São Domingos do Araguaia a BR-153, apresenta coincidência de traçado com a BR-230.
A BR-153 é a principal ligação do Meio-Norte do Brasil (estados do Tocantins, Maranhão, Pará e Amapá) com a Região geoeconômica Centro-Sul do país. Devido a esse fato e somado ao grande fluxo de veículos, a BR-153 é considerada atualmente como uma das principais rodovias de integração nacional do Brasil. Algumas importantes cidades brasileiras, assim como Passo Fundo (RS), Marília (SP), São José do Rio Preto (SP), Goiânia (GO), Anápolis (GO), Palmas (TO), Araguaína (TO), Imperatriz (MA), Marabá (PA) e Belém (PA), a utilizam como o principal corredor de escoamento. É também muito utilizada para chegar a regiões turísticas, tais como a estância de Caldas Novas/Rio Quente (GO), as cidades históricas de Pirenópolis e Goiás Velho (GO), o Rio Araguaia, a Ilha do Bananal, o Rio Tocantins, o Jalapão, o Monumento Natural das Árvores Fossilizadas (em Filadélfia, TO), a Chapada das Mesas (no Maranhão), o lago de Serra da Mesa (lago artificial formado pela construção da Usina Hidrelétrica Serra da Mesa) (em Goiás), a região do Contestado (no Paraná e em Santa Catarina), além dos Balneários de águas termais de Marcelino Ramos, Piratuba e redondezas. Além destas regiões, a BR-153 também é utilizada como rota de acesso a outras importantes capitais do país, tais como Brasília, Macapá (via balsa), São Luís, Teresina e São Paulo.
Os trechos entre a Rodovia do Café Governador Ney Braga e a cidade de Imbituva (PR) são apenas planejados, ainda não foram construídos. O trecho entre Erechim (RS) e Passo Fundo (RS) não é pavimentado, sendo a última etapa de pavimentação da região Sul e ainda não foi concluída atualmente (2021).
No dia 24 de Fevereiro de 2022, a duplicação da BR-153 no trecho de São José do Rio Preto foi inaugurado, melhorando a trafegabilidade da região de quem passa pela região ou quem viaja para as cidades de Barretos, Olímpia, Goiânia, Ourinhos e Marília . No entanto, as obras de duplicação da rodovia entre Bady Bassitt e José Bonifácio e a ampliação do entroncamento com a BR-365 ainda ocorrem atualmente. (2024)

## Denominações
Desde o dia 24 de junho de 2008, o trecho entre Aceguá e a BR-290, no estado do Rio Grande do Sul passou a ser denominada Rodovia Senador Silveira Martins pela Lei n° 11.728/2008, em homenagem ao senador Gaspar de Silveira Martins. 
Desde o dia 8 de julho de 2022, com a promulgação da Lei n. 14.396/2022, a rodovia passou a se denominar oficialmente como Rodovia Presidente João Goulart, no trecho que compreende os municípios de Cachoeira do Sul (RS) até Marabá (PA). 
No dia 5 de setembro de 2023, a Lei n° 14.664/2023 foi sancionada qual denominava o trecho entre as cidades de Anapólis, no estado de Goiás e Aliança do Tocantins, no estado de Tocantins de Rodovia Iris Rezende Machado, em homenagem a uns dos políticos mais importantes para o estado de Goiás. 
No dia 23 de novembro de 2023, foi sancionada a Lei n° 14730/2023, qual retoma a denominação de Rodovia Bernardo Sayão ao trecho da BR-153 entre Anápolis (GO) e Araguaíana (TO) que foi decretada em 1960  pelo até então presidente Juscelino Kubitschek.  Os nomes de Rodovia Belém-Brasília e de Rodovia Bernardo Sayão são aplicados apenas no trecho localizado entre os entroncamentos com a BR-226 (em Wanderlândia, TO) e com a BR-060 (em Anápolis, GO). A rodovia já foi chamada de BR-14 até o ano de 1964. Entre Frutal (MG) e Wanderlândia (TO), a BR-153 integra o tradicional trajeto rodoviário que liga São Paulo (SP) a Goiânia (GO) e a Belém (PA).

## Histórico

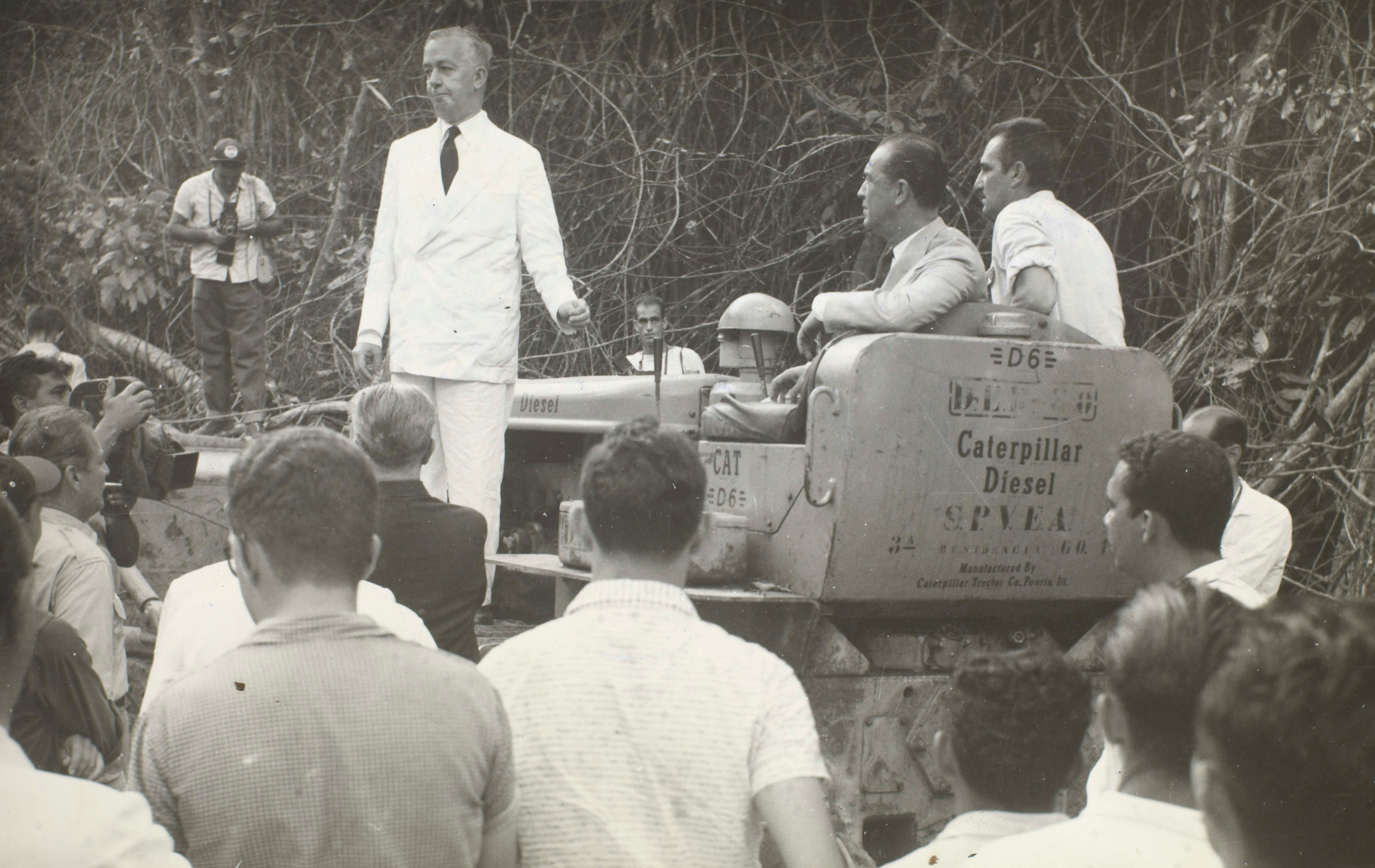
O presidente Juscelino Kubitschek acompanhando a construção da Rodovia Belém-Brasília.

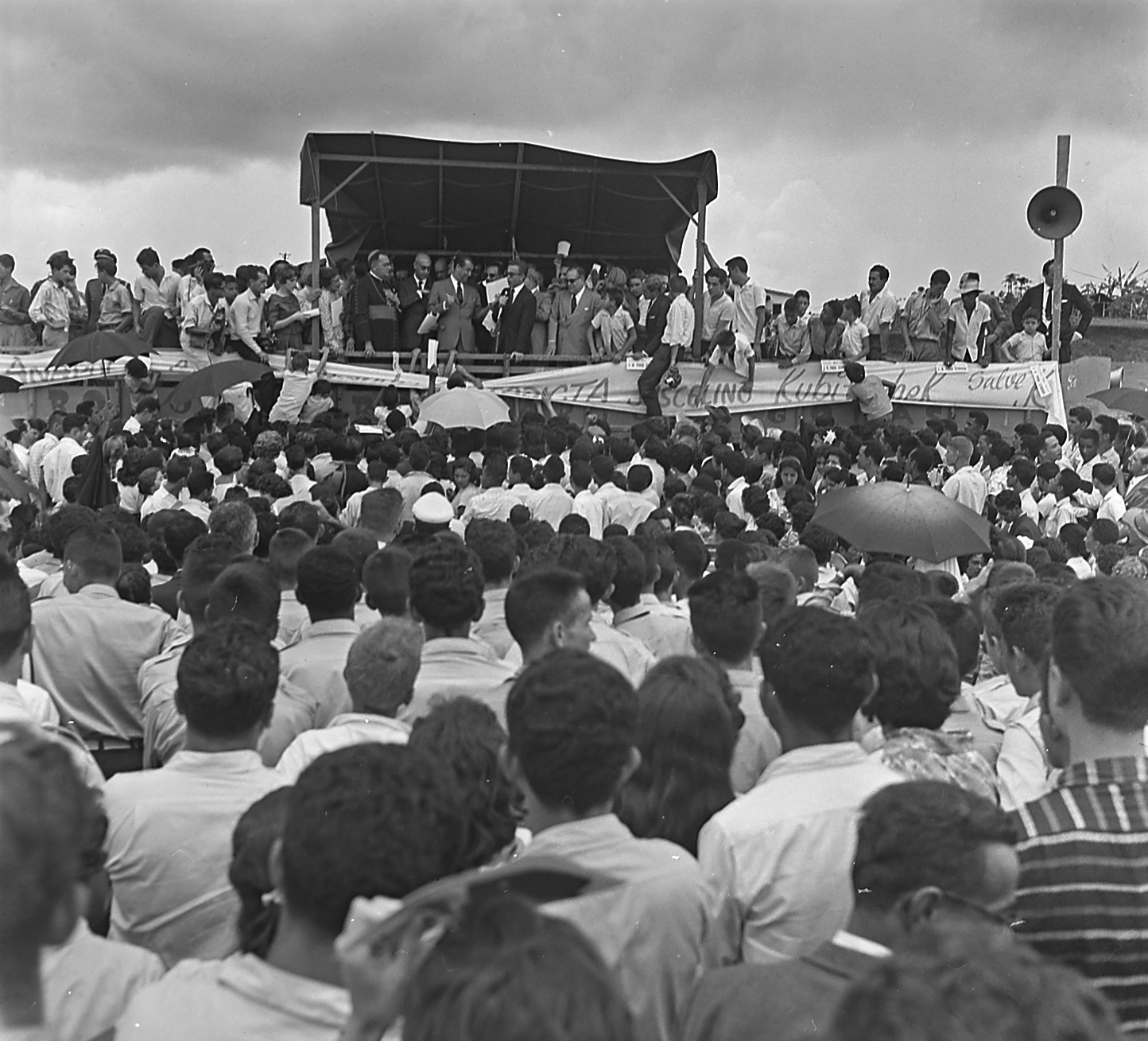
Inauguração da BR-14, nome antigo da rodovia, nos anos 1960.

Oficialmente, de acordo com o DNIT (Departamento Nacional de Infraestrutura de Transportes), órgão do Ministério dos Transportes responsável pelas estradas brasileiras, a BR-153 começa em São Domingos do Araguaia (PA) e termina em Aceguá (RS). Segundo sua assessoria de imprensa, ela só ganha o nome de Transbrasiliana no estado de São Paulo - o que está incorreto, já que o nome também é popular em Santa Catarina e no Paraná. Por sua vez, os mapas rodoviários e alguns documentos oficiais denominam Transbrasiliana o trajeto Aceguá-Belém, o que inclui cerca de 2800 quilômetros da popular Belém-Brasília. Até a pequena Wanderlândia, no norte do Tocantins, ambas as rodovias seguem como BR-153. Depois, esta faz um desvio até Marabá, enquanto a Belém-Brasília segue como BR-226 e, depois BR-010. Enfim, o fato é que não há consenso algum.
A BR-153 possui trechos de maior ou menor qualidade/dificuldade, dependendo de vários fatores (alguns deles mais ou menos de natureza permanente, outros temporários). Diferentemente da BR-101 e da BR-116, ela não segue a orla marítima, onde está assentada a maior parte da população brasileira, mas sim permanece sempre no interior, atravessando o Brasil de norte a sul.
A BR-153 é uma das principais vias de acesso à região central do Brasil, sendo uma rodovia de grande importância sobretudo para os estados do Tocantins e de Goiás, além da região do Triângulo Mineiro, em Minas Gerais. A BR-153 foi construída em uma época em que o estado de Goiás (incluindo o atual Tocantins) necessitava de um elo com o restante do Brasil, ou seja; o seu surgimento foi preponderante para o desenvolvimento da região.
Durante muito tempo, a BR-153 foi considerada uma rodovia bastante perigosa pela péssima conservação e seu traçado sinuoso no meio do cerrado goiano. Hoje sua duplicação entre Goiânia e Itumbiara e na região sul de Goiás encontra-se totalmente concluída. O Governo Federal anunciou recentemente intenção de privatizar esse trecho da rodovia quando a duplicação estiver concluída. Além disso, através deste mesmo programa do governo federal, boa parte dos trechos da BR-153 foram recapeados. O perímetro urbano da BR-153 (27 km) que cruza Goiânia é responsável por 35% dos acidentes ocorridos em toda a extensão da rodovia.
A concessão do trecho entre Goiânia (GO) e Fronteira (MG), pertence a concessionaria Triunfo Concebra. O trecho foi concedido por leilão ao Consórcio Triunfo Participações e Investimentos (TPI) - com uma proposta de pedágio de R$ 0,02851 por quilômetro - que passou a cobrar pedágio em 27 de junho de 2015 com postos de pedágio em Professor Jamil (km 553,1), Itumbiara (km 685,8), Prata (km 127,9) e Fronteira (km 227,9).
E mesmo sendo Pedagiada (R$ 8,40 na praça de Prata e R$ 5,00 na Praça de Fronteira) entre Itumbiara (GO) e Fronteira (MG), a BR 153 apresenta péssimas condições de circulação, principalmente nos trecho dos municípios de Frutal e Comendador Gomes, devendo os usuários ficarem sempre atentos para não se acidentarem devido aos buracos e ondulações da pista.
A concessão do trecho paulista pertence a concessionária Triunfo Transbrasiliana desde 16 de setembro 2014, quando a BRVias (BR Vias Holding TBR S.A.) foi comprada pela Triunfo Participações e Investimentos. O trecho vai do Rio Grande (SP/MG) até Ourinhos (SP) com postos de pedágio em Onda Verde, José Bonifácio, Lins e Vera Cruz.